# Linia kolejowa nr 367
Linia kolejowa nr 367 – niezelektryfikowana, jednotorowa, pierwszorzędna linia kolejowa znaczenia państwowego w zachodniej Polsce (woj. lubuskie), długości 75,864 km, łącząca stację Zbąszynek ze stacją Gorzów Wielkopolski. Zlokalizowana na wysokości od 21 m n.p.m. do 85 m n.p.m.. Obsługuje zarówno ruch pasażerski, jak i towarowy.
Dzisiejsza linia nr 367 składa się z trzech dawnych linii (wybudowanych w XIX wieku):
- Zbąszyń – Międzyrzecz (od 14 sierpnia 1930 przebudowanej na linię Zbąszynek – Międzyrzecz[4])
- Międzyrzecz – Skwierzyna
- Skwierzyna – Gorzów Wielkopolski

## Historia

### Zbąszyń (Zbąszynek) – Międzyrzecz
Decyzję o budowie drogi kolejowej, prowadzącej ze Zbąszynia do Międzyrzecza podjęto w 1880 r., zaś podstawą do jej realizacji była ustawa Pruskich Kolei Państwowych o rozbudowie drobnych, lokalnych połączeń kolejowych, wydana 21 maja 1883. Zaprojektowano ją jako linię jednotorową o długości 31,26 km, a ruch na niej otwarto 1 czerwca 1885. W styczniu 1920 r., wraz z wejściem w życie traktatu wersalskiego, Zbąszyń - wcześniej najważniejszy węzeł na linii kolejowej Frankfurt (Oder) – Poznań Główny - znalazł się na terytorium nowo powstałej II Rzeczypospolitej, a granicę państwową pomiędzy Polską i Rzeszą Niemiecką wytyczono bezpośrednio na zachód od stacji w tym mieście. W związku z tym władze niemieckie postanowiły wybudować nową stację – Nowy Zbąszyń (obecnie Zbąszynek).

### Międzyrzecz – Skwierzyna
Na początku lat 90. XIX wieku zapadła decyzja o budowie linii z Międzyrzecza do Skwierzyny, a ruch na niej otwarto 1 lipca 1896.

### Skwierzyna – Gorzów Wielkopolski
Również na początku lat 90. XIX wieku podjęto decyzję o budowie linii ze Skwierzyny do Gorzowa Wielkopolskiego. Inwestycja ta była oddawana do użytkowania odcinkami w dwóch etapach:
- 1 grudnia 1896 – otwarto ruch na odcinku Skwierzyna – Gorzów Wielkopolski Zamoście
- 1 marca 1899 – otwarto ruch na odcinku Gorzów Wielkopolski Zamoście – Gorzów Wielkopolski (pod wybudowaniu mostu kolejowego przez Wartę)

30 stycznia 1945 wycofujące się z Gorzowa Wlkp. wojska niemieckie wysadziły most na Warcie, w związku z czym nieprzejezdny stał się końcowy odcinek linii, a stacją końcową techniczno-ruchową stał się Gorzów Wielkopolski Zamoście na Zawarciu. Taki stan rzeczy utrzymywał się przez ponad 20 lat – do końca sierpnia 1965 r., bowiem ruch na gorzowskim odcinku linii przywrócono 1 września 1965, po odbudowaniu mostu kolejowego w 1960 r.

### XXI wiek
4 listopada 2002 z powodów finansowych zawieszono ruch pasażerski na całej linii Zbąszynek – Gorzów Wielkopolski, lecz od 1 września 2003 wznowiono go. W latach 2010–2011, kosztem 26 373 000 złotych brutto, linia została zmodernizowana. Roboty były współfinansowane przez Unię Europejską ze środków Europejskiego Funduszu Rozwoju Regionalnego w ramach Lubuskiego Regionalnego Programu Operacyjnego 2007–2013 z 60-procentowym poziomem dofinansowania. Zakres modernizacji obejmował przystosowanie linii do parametrów eksploatacyjnych w zakresie prędkości maksymalnych wynoszących 80 km/h dla składów pasażerskich oraz 100 km/h dla szynobusów, a także modernizację obiektów i urządzeń do obsługi ruchu pasażerskiego, montaż wiat przystankowych oraz dostosowanie infrastruktury dla potrzeb osób niepełnosprawnych.

## Galeria

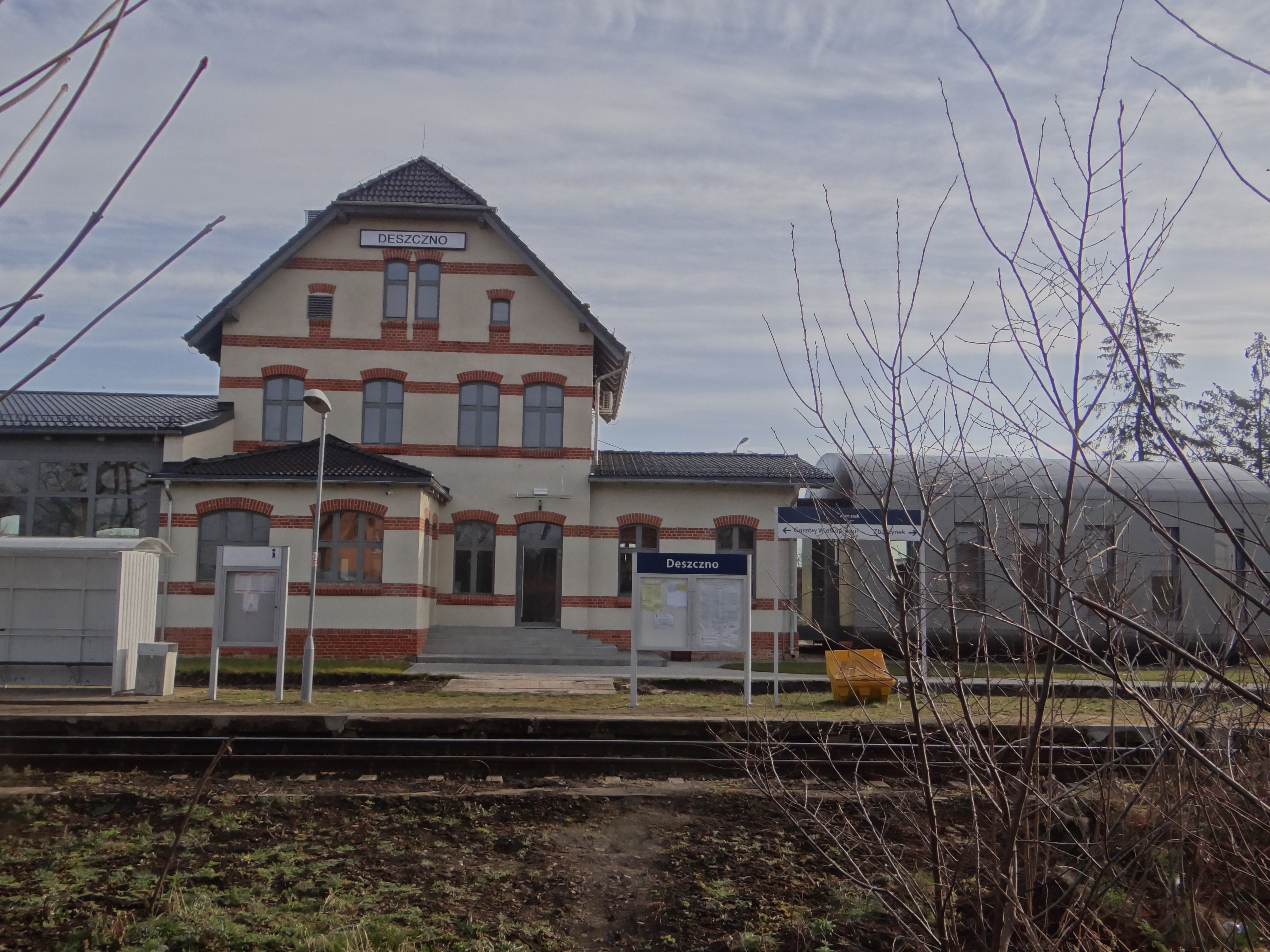
Stacja kolejowa w Deszcznie
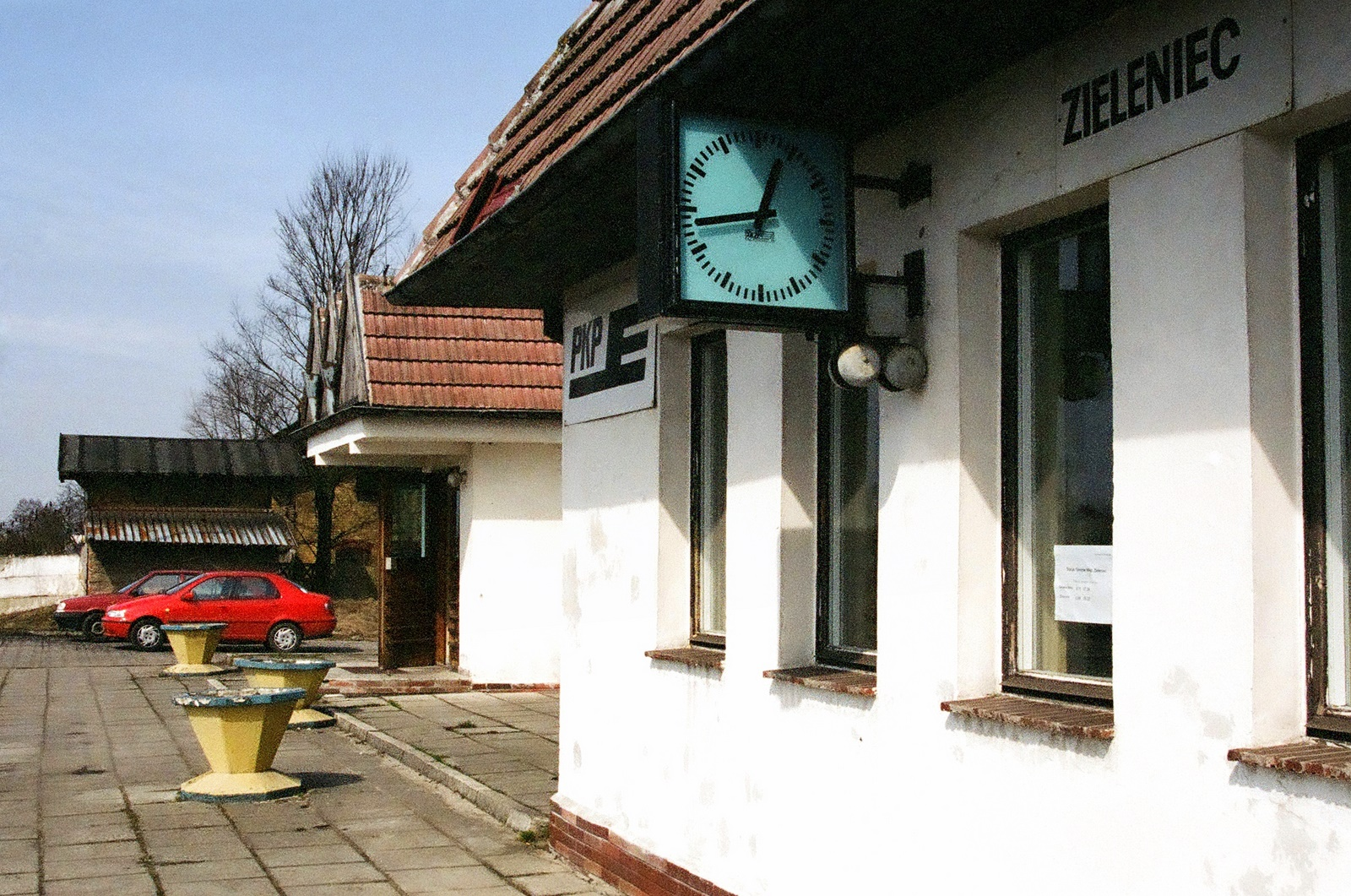
Gorzów Wielkopolski Zieleniec
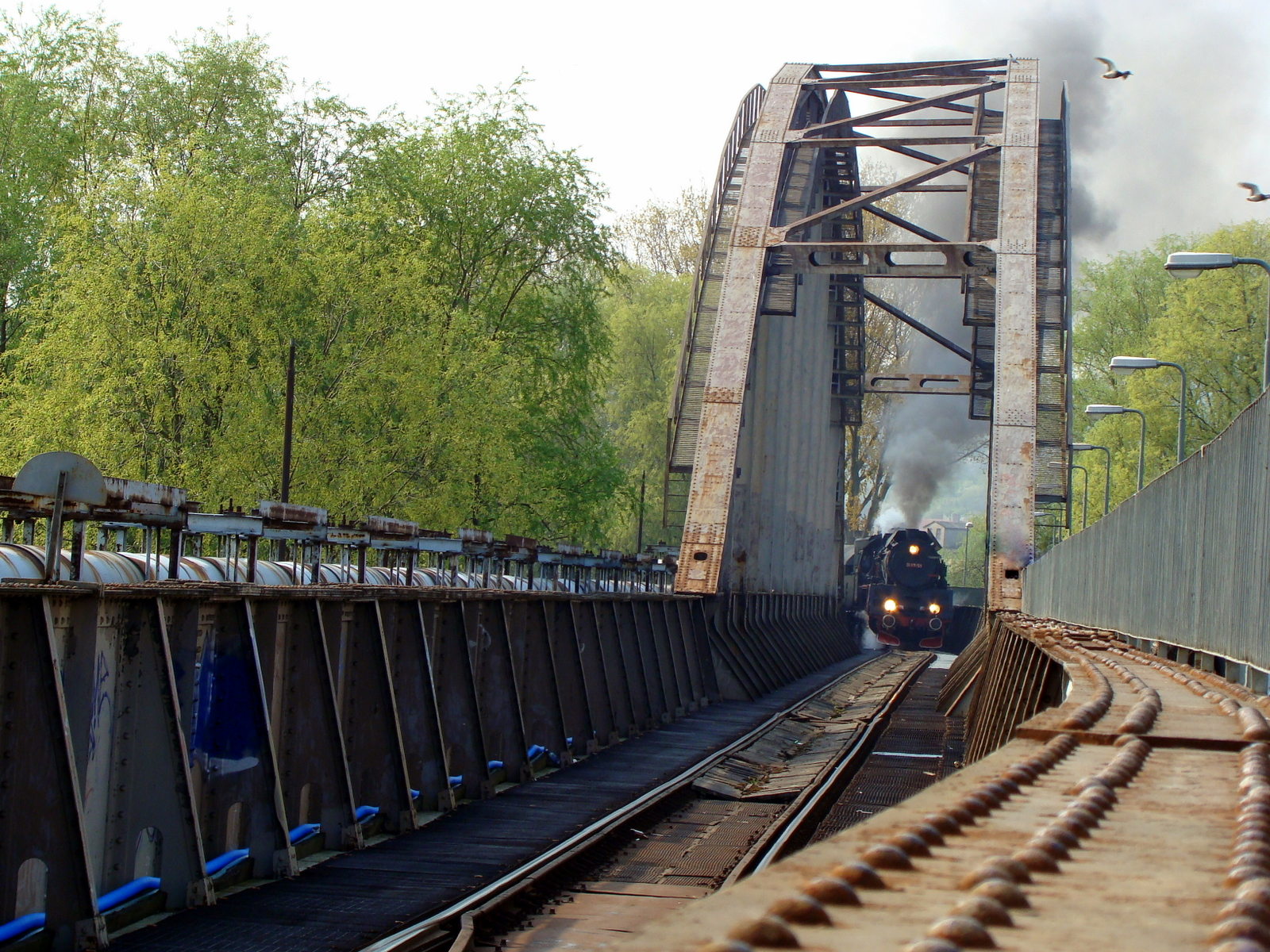
Gorzów Wlkp. – most kolejowy przez Wartę
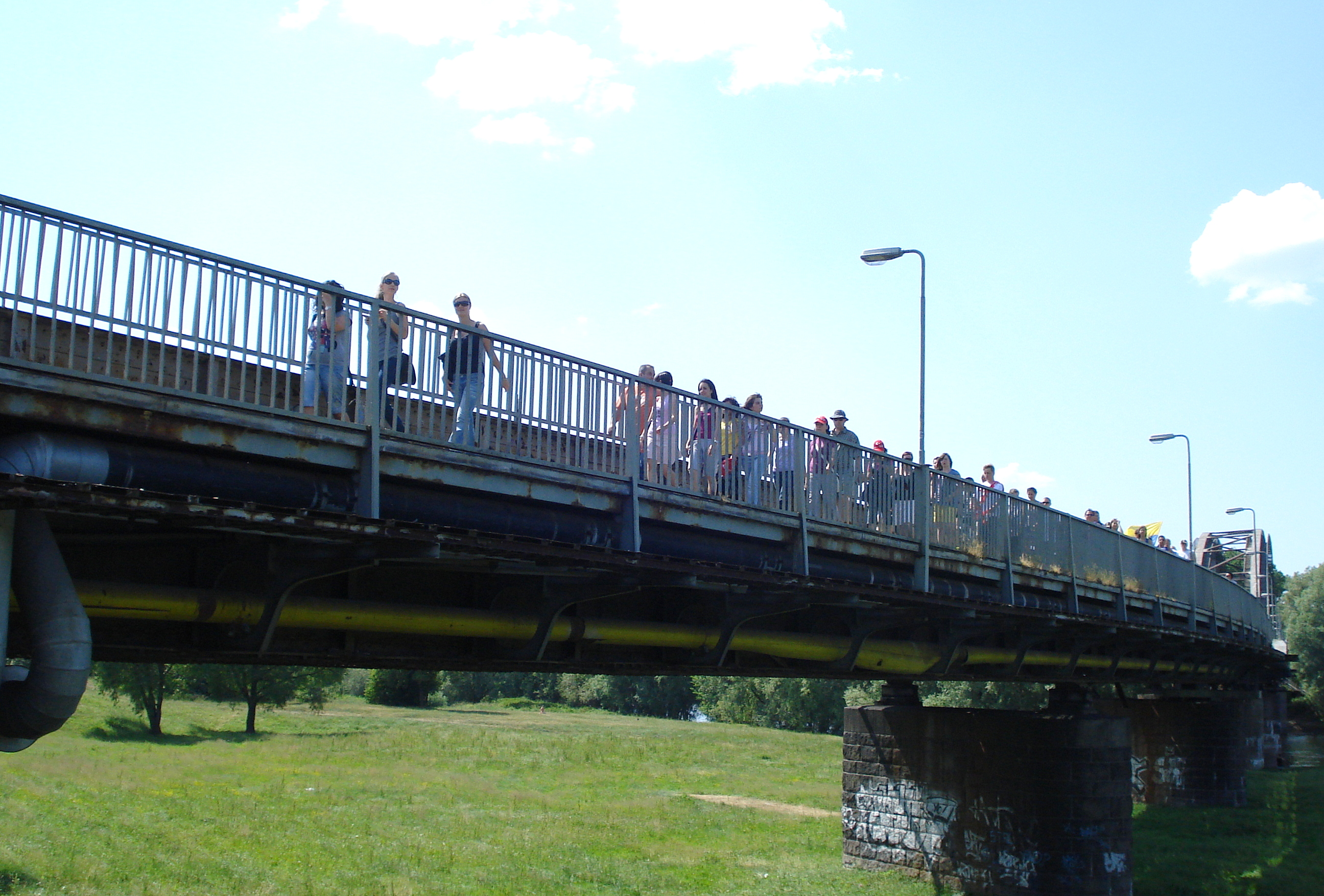
Kładka mostu kolejowego w Gorzowie Wlkp. (obecnie wyłączona z użytkowania)
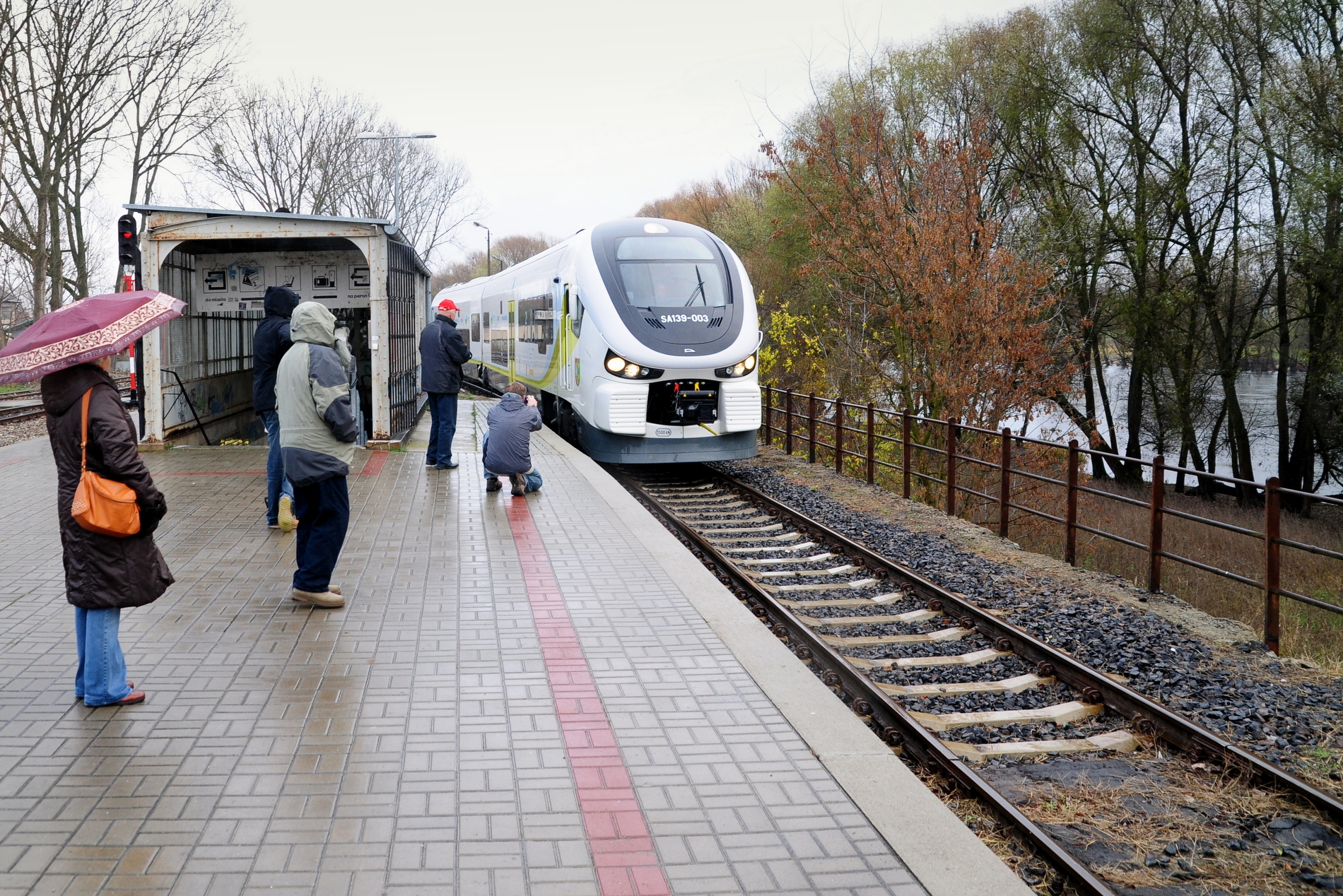
24.11.2013 r. – wjazd na peron pociągu z Zielonej Góry (przywrócenie połączeń z Gorzowem Wlkp.)
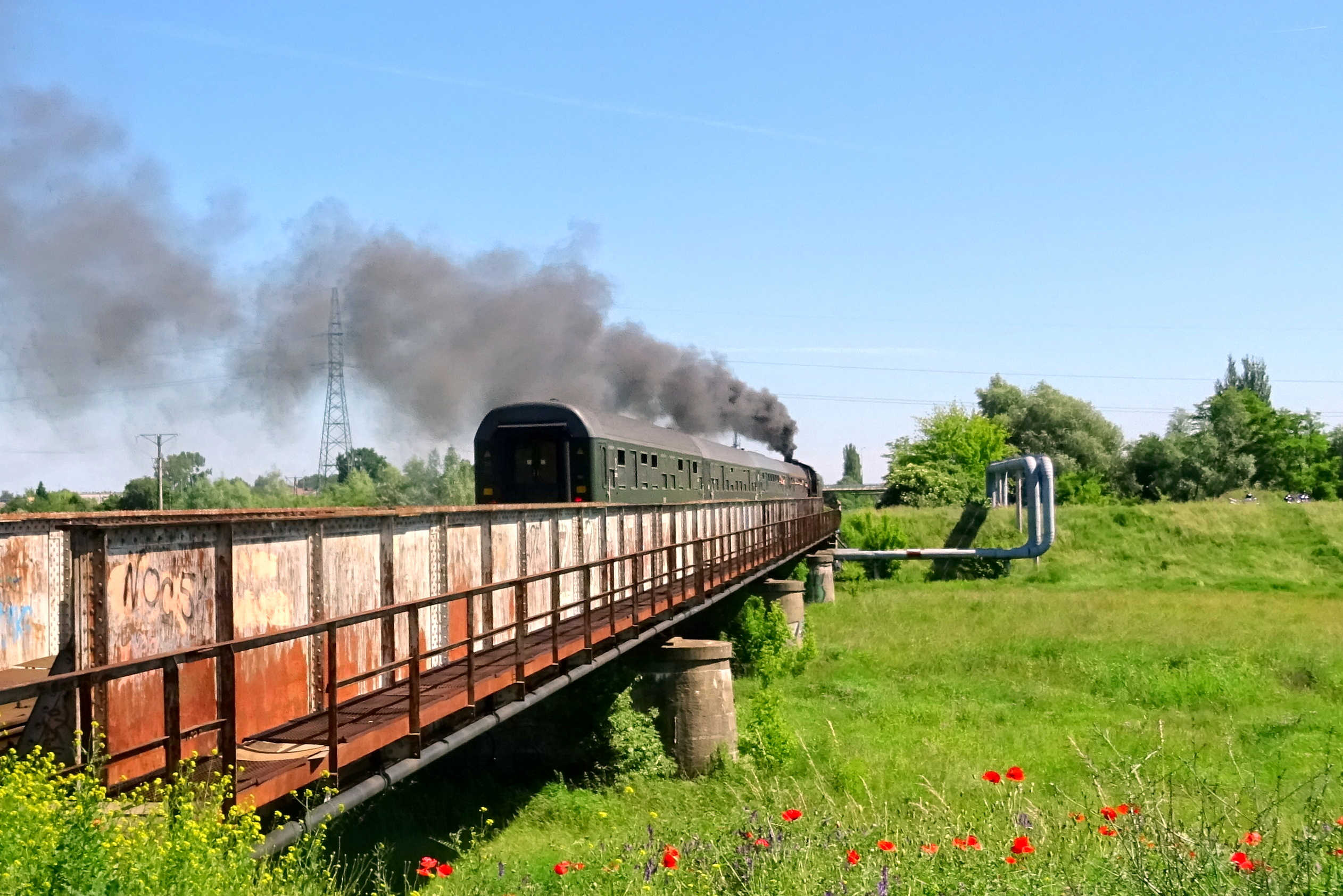
Most kolejowy nad kanałem ulgi w Gorzowie Wlkp.
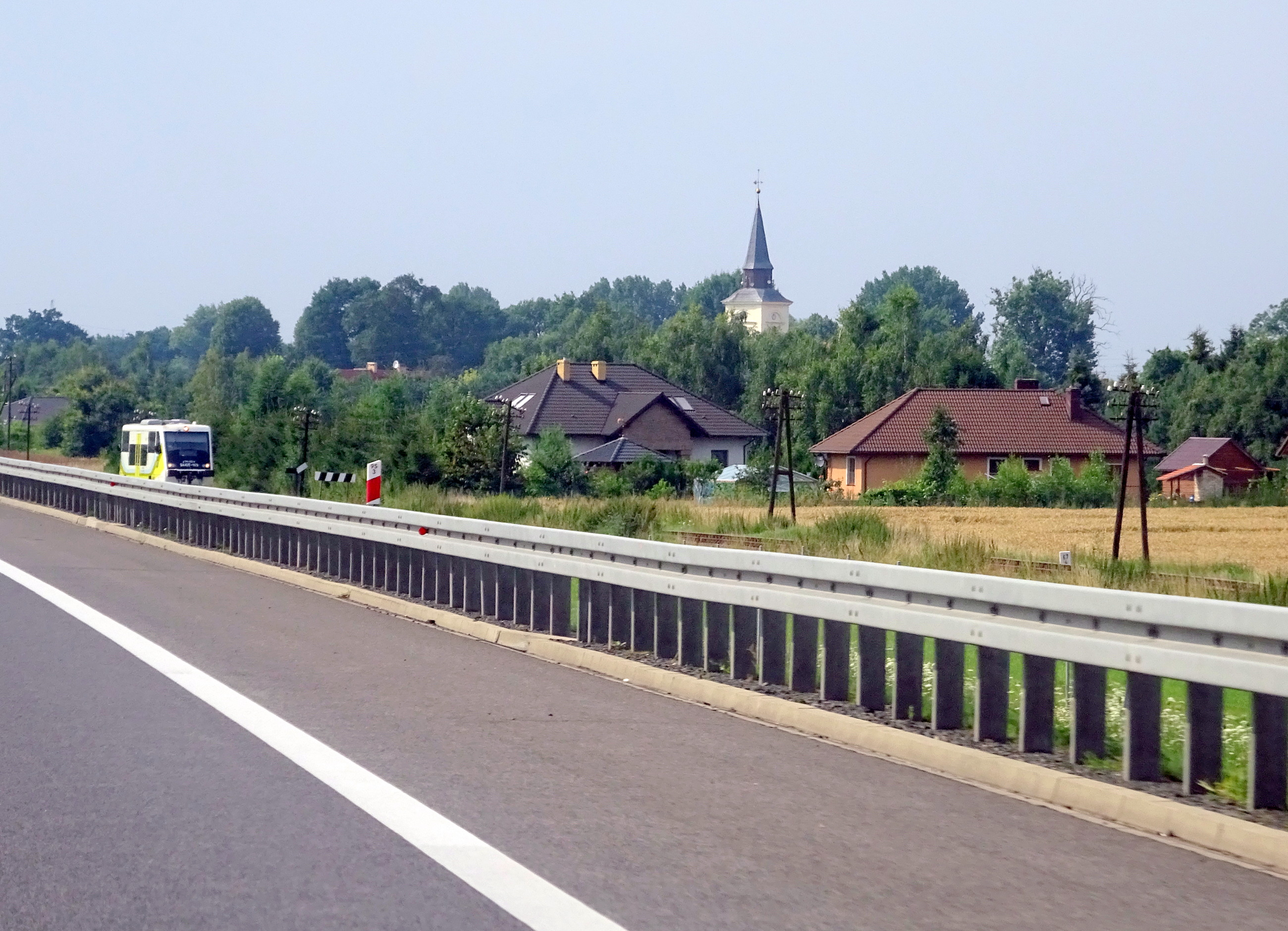
Linia wzdłuż drogi ekspresowej S3 w Karninie
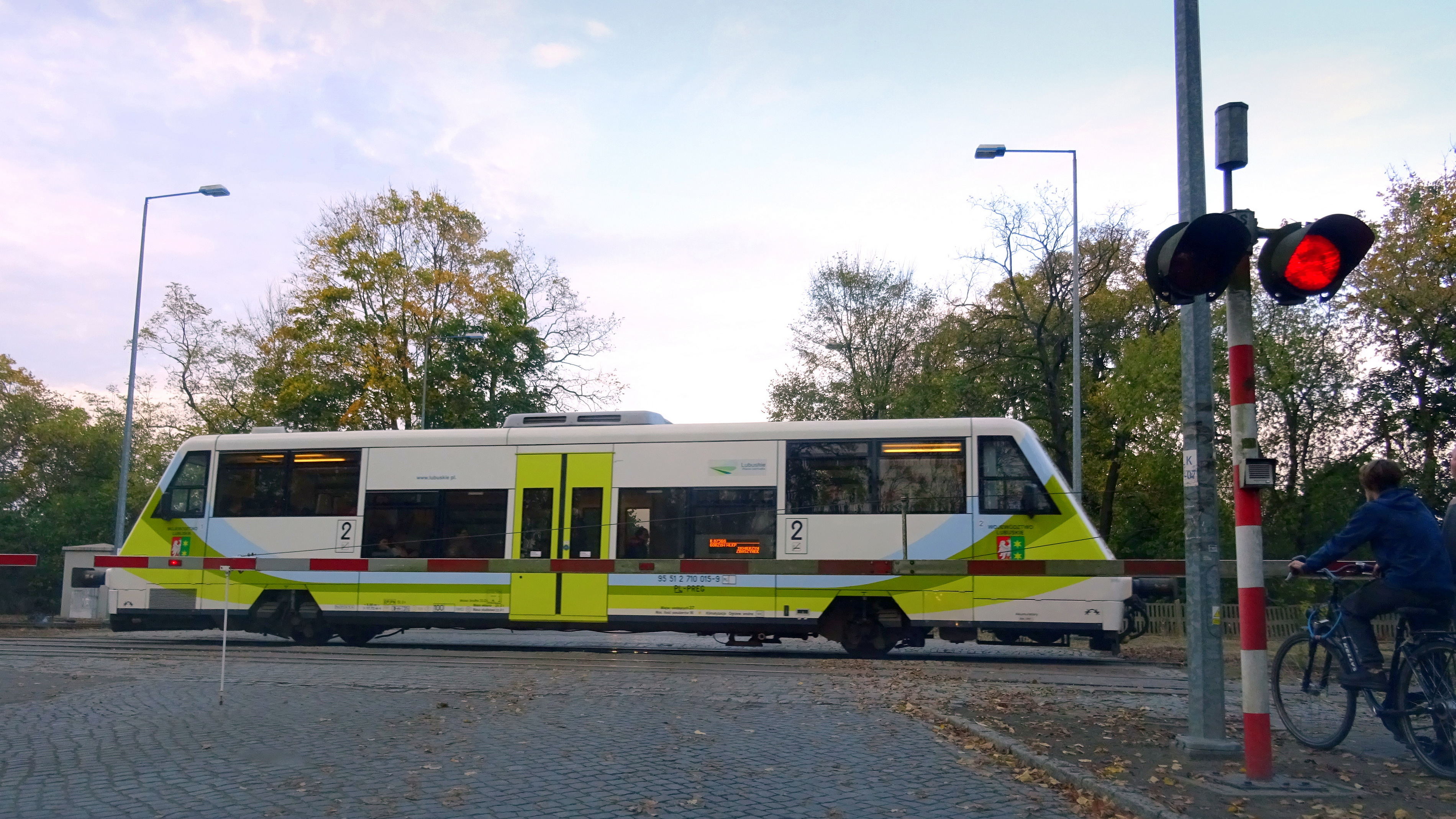
Przejazd kolejowo-drogowy w Skwierzynie
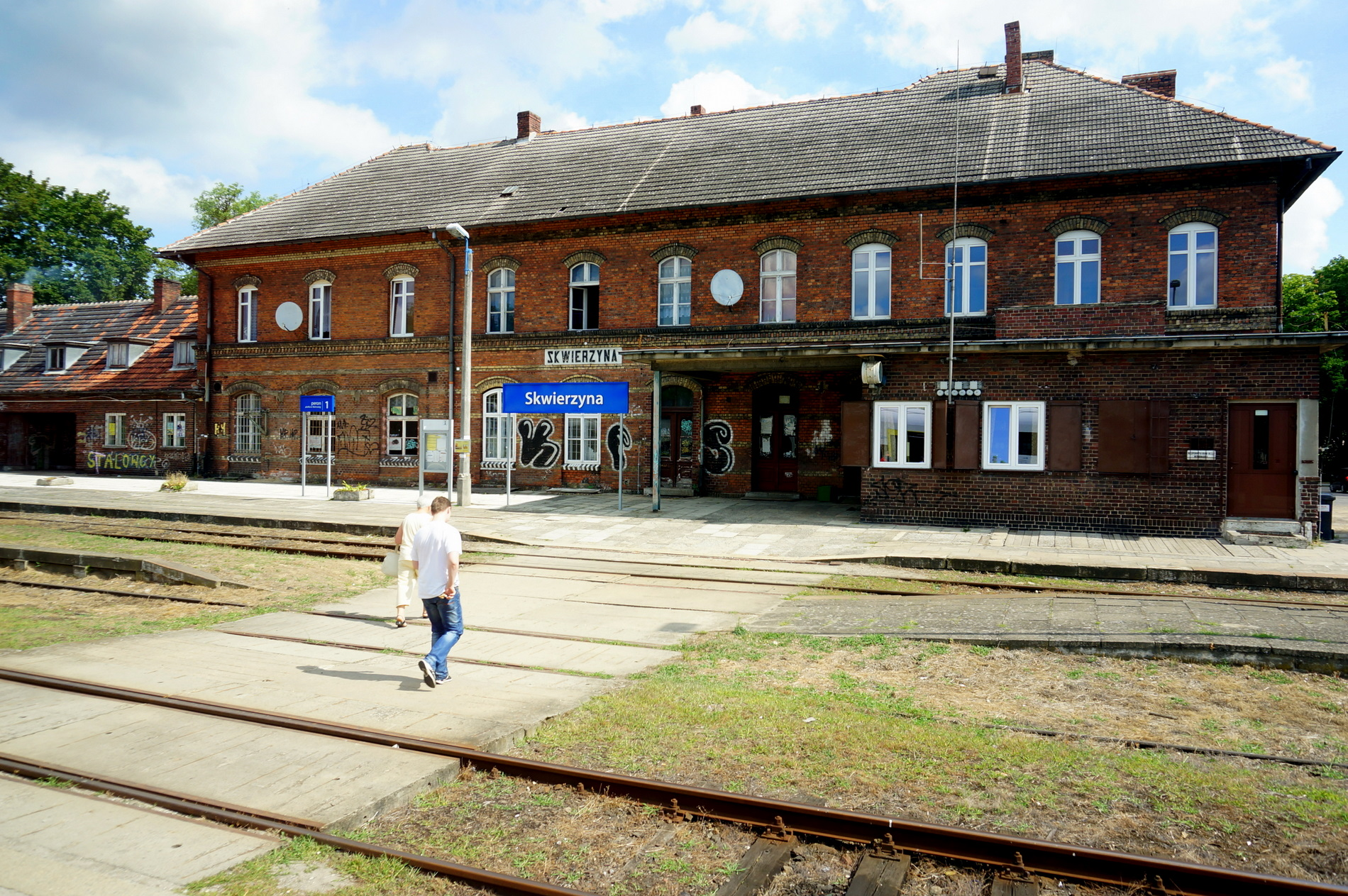
Stacja kolejowa w Skwierzynie